# Saint-Andéol-le-Château
Saint-Andéol-le-Château là một xã thuộc tỉnh Rhône trong vùng Auvergne-Rhône-Alpes phía đông nước Pháp. Xã này nằm ở khu vực có độ cao trung bình 300 mét trên mực nước biển. Diện tích của xã này là 9,95 km2.